# Transversale des As de l'Ain
La Transversale des As de l'Ain est une course cycliste française disputée autour de Saint-Vulbas, dans le département de l'Ain. Créée en 1995, elle est organisée par le même collectif qui dirige le Tour du Valromey. 

## Histoire
Cette compétition régionale est dédiée à cinq anciens cyclistes originaires du département de l'Ain : Jean Dumont, Joseph Carrara, Francis Rigon, Raymond Elena et Roger Pingeon. À sa création en 1995, elle se déroule sur deux épreuves et porte le nom de Belley-Saint-Denis-les-Bourg-Belley. Depuis 2010, elle n'est courue que sur une journée.
Des coureurs français de renommée comme Jean-Christophe Péraud, Arthur Vichot ou Romain Bardet ont brillé sur cette course avant de rejoindre les rangs professionnels. 
L'édition 2020 est annulée en raison du contexte sanitaire lié à la pandémie de coronavirus. Elle n'est également pas organisée en 2021 pour les mêmes motifs.

## Palmarès

### 1reépreuve
| Année                               | Vainqueur         | Deuxième              | Troisième         |
| Belley-Saint-Denis-les-Bourg-Belley |                   |                       |                   |
| ----------------------------------- | ----------------- | --------------------- | ----------------- |
| 1995                                | Jean-Luc Félix    | François Leclère      | F. Rochat         |
| 1996                                | Arnaud Chamard    | Régis Decotte         | David Dufossé     |
| Transversale des As de l'Ain        |                   |                       |                   |
| 1997                                | ?                 | ?                     | ?                 |
| 1998                                | Stéphane Dupuy    | Patrick Ferraris      | Frédéric Arnaud   |
| 1999                                | Sébastien Joly    | Stevens Dupouy        | Fabrice Monégat   |
| 2000                                | Sylvain Auclair   | Stevens Dupouy        | Samuel Dumoulin   |
| 2001                                | Dimitar Dimitrov  | François Norce        | Stevens Dupouy    |
| 2002                                | Gaël Bouvet       | Gavin Ure             | Kévin Chapuis     |
| 2003                                | Yannick Noirjean  | Risto Ustin           | Rudy Barle        |
| 2004                                | Laurent Jacquemot | Pierre Vuillard       | Yannick Aellig    |
| 2005                                | Gérald Debot      | Matéo Suarez          | Rémi Cusin        |
| 2006                                | Laurent Bourgeois | Sébastien Hoareau     | Loïc Ducros       |
| 2007                                | Romain Mary       | Radoslav Konstantinov | François Lamiraud |
| 2008                                | Camille Chancrin  | Stéphane Bénetière    | Olivier Nari      |
| 2009                                | Ben Gastauer      | Wilfried Exertier     | Jean-Lou Paiani   |

### 2eépreuve
| Année                               | Vainqueur              | Deuxième            | Troisième               |
| Belley-Saint-Denis-les-Bourg-Belley |                        |                     |                         |
| ----------------------------------- | ---------------------- | ------------------- | ----------------------- |
| 1995                                | François Leclère       | James Gandin        | Raphaël Ruffinoni       |
| 1996                                | Éric Floury            | Fabrice Cigolotti   | James Gandin            |
| Transversale des As de l'Ain        |                        |                     |                         |
| 1997                                | ?                      | ?                   | ?                       |
| 1998                                | Sylvain Lavergne       | Hervé Laubal        | Serge Garnier           |
| 1999                                | Julien Guérin          | Lionel Gauliardon   | Franck Griffon          |
| 2000                                | Samuel Dumoulin        | Christophe Manin    | Sébastien Saint-Germain |
| 2001                                | Dimitar Dimitrov       | Maxime Armataffet   | Fabrice Billard         |
| 2002                                | M. Boichon             | Hubert Dupont       | Nicolas Receveur        |
| 2003                                | Fabrice Billard        | Kashi Leuchs        | Julien Guérin           |
| 2004                                | Jérôme Brzezicki       | Mathieu Delarozière | Maxime Larue            |
| 2005                                | Blaise Sonnery         | Cyril Fernandez     | Fabien Gadet            |
| 2006                                | Laurent Colombatto     | Morgan Kneisky      | Sébastien Hoareau       |
| 2007                                | François Lamiraud      | Jérôme Coppel       | Thomas Brigaud          |
| 2008                                | Jean-Christophe Péraud | Nicolas Bourdillat  | Arthur Vichot           |
| 2009                                | Nicolas Schnyder       | Ben Gastauer        | Romain Bardet           |

### Organisée sur une journée
| Année     | Vainqueur           | Deuxième          | Troisième          |
| --------- | ------------------- | ----------------- | ------------------ |
| 2010      | Pierre Bonnet       | Vincent Canard    | Christophe Laurent |
| 2011,     | Yannick Martinez    | Kenny Elissonde   | Benoît Luminet     |
| 2012      | annulée             | annulée           | annulée            |
| 2013      | Robin Cattet        | Žydrūnas Savickas | Yohan Cauquil      |
| 2014      | Luca Benedetti      | Thomas Miquel     | Žydrūnas Savickas  |
| 2015      | Nans Peters         | Bastien Duculty   | Boris Orlhac       |
| 2016      | Žydrūnas Savickas   | Jordan Sarrou     | Maxime Marotte     |
| 2017      | Vincent Arnaud      | Gabin Finé        | Léo Danès          |
| 2018      | Dimitri Bussard     | Vincent Arnaud    | Antoine Bravard    |
| 2019      | Clément Champoussin | Nathanaël Gery    | Romain Rosier      |
| 2020-2022 | annulé              | annulé            | annulé             |